# Монтроїдит
Монтроїдит — мінеральна форма оксиду ртуті(II) з формулою HgO, рідкісний мінерал ртуті. Вперше його було описано для прояву на родовищі ртуті в Терлінгві, штат Техас, і названо на честь Монтройда Шарпа, який був власником родовища.
Монтроїдит зустрічається в родовищах ртуті гідротермального походження. Супутні мінерали включають: самородну ртуть, кіновар, метацинабарит, каломель, еглестоніт, терлінгуаїт, мозезит, клейніт, едгарбайлеїт, гіпс, кальцит і доломіт.